# Lhoncèu
Leoncèl (en francès Léoncel) és un municipi francès situat al departament de la Droma i a la regió d'Alvèrnia-Roine-Alps. L'any 2007 tenia 47 habitants.

## Demografia

### Població
El 2007 la població de fet de Léoncel era de 47 persones. Hi havia 24 famílies de les quals 8 eren unipersonals (4 homes vivint sols i 4 dones vivint soles), 12 parelles sense fills i 4 parelles amb fills.
La població ha evolucionat segons el següent gràfic:
Habitants censats

### Habitatges
El 2007 hi havia 53 habitatges, 23 eren l'habitatge principal de la família, 24 eren segones residències i 6 estaven desocupats. 32 eren cases i 17 eren apartaments. Dels 23 habitatges principals, 13 estaven ocupats pels seus propietaris, 7 estaven llogats i ocupats pels llogaters i 3 estaven cedits a títol gratuït; 1 tenia una cambra, 1 en tenia dues, 5 en tenien tres, 5 en tenien quatre i 11 en tenien cinc o més. 16 habitatges disposaven pel capbaix d'una plaça de pàrquing. A 12 habitatges hi havia un automòbil i a 10 n'hi havia dos o més.

### Piràmide de població
La piràmide de població per edats i sexe el 2009 era:
| Homes | Edats   | Dones |
| ----- | ------- | ----- |
| 0     | 95 o +  | 0     |
| 0     | 90 a 94 | 0     |
| 0     | 85 a 89 | 0     |
| 4     | 80 a 84 | 0     |
| 0     | 75 a 79 | 4     |
| 8     | 70 a 74 | 0     |
| 0     | 65 a 69 | 0     |
| 0     | 60 a 64 | 0     |
| 0     | 55 a 59 | 0     |
| 8     | 50 a 54 | 0     |
| 4     | 45 a 49 | 8     |
| 0     | 40 a 44 | 0     |
| 0     | 35 a 39 | 4     |
| 0     | 30 a 34 | 0     |
| 4     | 25 a 29 | 0     |
| 0     | 20 a 24 | 0     |
| 0     | 15 a 19 | 0     |
| 0     | 10 a 14 | 0     |
| 0     | 5 a 9   | 0     |
| 0     | 0 a 4   | 0     |

## Economia
El 2007 la població en edat de treballar era de 31 persones, 23 eren actives i 8 eren inactives. De les 23 persones actives 22 estaven ocupades (11 homes i 11 dones) i 1 aturada (1 dona i 1 dona). De les 8 persones inactives 4 estaven jubilades, 1 estava estudiant i 3 estaven classificades com a «altres inactius».

### Activitats econòmiques
Dels 8 establiments que hi havia el 2007, 1 era d'una empresa alimentària, 5 d'empreses d'hostatgeria i restauració, 1 d'una entitat de l'administració pública i 1 d'una empresa classificada com a «altres activitats de serveis».
Els 3 serveis als particulars que hi havia el 2009 eren restaurants.
L'any 2000 a Léoncel hi havia 12 explotacions agrícoles que ocupaven un total de 840 hectàrees.

## Poblacions més properes
El següent diagrama mostra les poblacions més properes.